# بين الجبلين (وشحة)

تعديل مصدري - تعديل

بين الجبلين هي إحدى قرى عزلة بنى سعد بمديرية وشحة التابعة لمحافظة حجة، بلغ تعداد سكانها 290 نسمة حسب تعداد اليمن لعام 2004.